# Hector HRX
Pour les articles homonymes, voir Hector (homonymie) et HRX.
Le Hector HRX est un micro-ordinateur de la marque Hector créé par la société Micronique et sorti en 1984.
C'était une version de la série 2HR+ (HR=Haute Resolution) avec la particularité d'embarquer le langage Forth en ROM à la place du Basic.
Le Forth de l'Hector était très puissant. Un programme peut s'exécuter plus de 50 fois plus rapidement que le même en Basic. Avec, de plus, de nombreuses instructions pour un langage très complet, et le plus puissant, sur un ordinateur personnel en 1983,.
Doté d'un processeur 8 bits Z80 cadencé à 5 MHz, il comportait un magnétophone intégré comme tout Hector précédent, et un lecteur de disquette comme périphérique.
Sa ROM est de 16 Kio,. Sa Vidéo est de 16 Kio pour une capacité d'affichage de 243x231x4 couleurs et 40x24 texte.
Son espace de programmation était de 48K, en série avec page de 16k partageant ROM/Video (16k Video Write + 16k ROM Read), pour un total de 64 Kio de RAM.
Périphériques : Emballage, doc, joy & softs, le lecteur de disquettes DISC 2, connecteur imprimante, 2 joysticks, vidéo Péritel.